# Chotynia-Kolonia
Chotynia-Kolonia – część wsi Chotynia w Polsce, położona w województwie mazowieckim, w powiecie garwolińskim, w gminie Sobolew.
W latach 1975–1998 Chotynia-Kolonia administracyjnie należała do województwa siedleckiego.